# Hyophila linguaeformis
Hyophila linguaeformis là một loài rêu trong họ Pottiaceae. Loài này được Broth. ex Iisiba mô tả khoa học đầu tiên năm 1932.